# Revue médicale
Il existe de très nombreuses revues médicales, généralistes, spécialisées ou destinées au grand public.
Elles peuvent être éditées sur papier ou accessible par Internet.
Elles peuvent contenir des synthèses sur un sujet donné ou des articles de recherche originaux.
Les revues les plus sérieuses comportent un comité de lecture : l'article est soumis à un panel d'experts avant d'être accepté, avec ou sans modifications. 
Les articles sont référencés dans le Medline, une base de données américaine accessible par Internet. 
La classification des revues sur le plan du sérieux et du prestige ne peut être que subjective. Un outil communément admis reste le facteur d'impact, indice se basant sur le nombre de citations se référant à des articles de ladite revue (autrement dit, l'audience de ces derniers).
En 2005, les revues médicales généralistes les plus prestigieuses sont (par ordre décroissant de facteur d'impact) :
- The New England Journal of Medicine
- The Lancet
- JAMA (Journal of American Medical Association)
- Annals of Internal Medicine
- British Medical Journal

En langue allemande, la revue la plus prestigieuse (toujours sur le plan du facteur d'impact) est le Deutsche Medizinische Wochenschrift.

## Médecine générale
- Revue Prescrire
- Exercer éditée par le CNGE